# Блыскавица (пистолет-пулемёт)

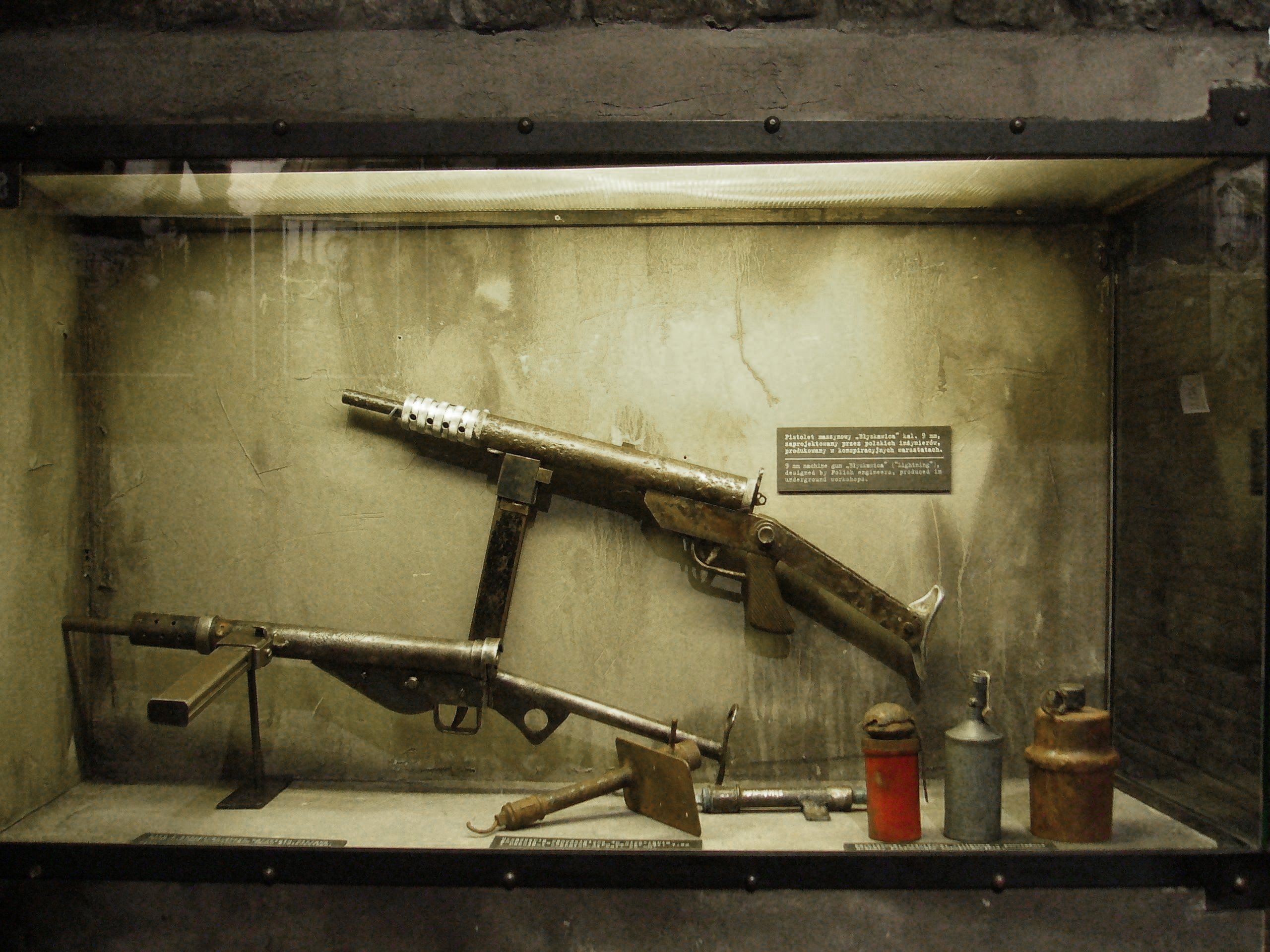
«Блыскавица» и STEN в Музее Варшавского восстания

«Блыскавица» (пол. Błyskawica — молния) — пистолет-пулемёт, разработанный инженерами Вацлавом Завротным и Северином Веланерой для Армии Крайовой. Производился в подпольных условиях в Польше во время немецкой оккупации.

## История
В 1942 году Вацлав Завротный предложил командованию АК разработать пистолет-пулемет, приспособленный для серийного производства в подпольных условиях. Вместе с Северином Веланерой он разработал проект оружия, для производства которого можно было бы использовать технологии, доступные в ремесленных мастерских. Поэтому в ПП широко применялись резьбовые соединения. При разработке конструкции авторы опирались на лучшие из доступных образцов: MP40 и Sten. От первого позаимствовали общую компоновку оружия со складным металлическим прикладом, от второго — устройство механизма.
Техническая документация была разработана в период с января по апрель 1943 года и прототип был готов в августе или сентябре 1943 года. Его испытали в окрестностях города Зелёнка в Мазовецком воеводстве, и затем представили начальнику «Кедыва» (диверсионного управления главного командования Армии Крайовой) полковнику Фельдорфу. Было принято решение о развертывании производства. До конца ноября продолжалась доработка конструкторской документации. В ноябре же оружие получило название «Блыскавица» — от эмблемы в виде трех молний, выбитой на затыльнике приклада.
«Блыскавицы» собирали и испытывали в мастерской Франтишека Маковецкого, которая занималась изготовлением садовых ограждений. Первая партия состояла из пяти штук. После тестирования ПП «Кедыв» заказал ещё 100 единиц, а потом ещё 300. До июля 1944 года были сделаны 600 экземпляров, и на момент начала Варшавского восстания были готовы детали для ещё ста. Во время восстания производство шло в оружейной мастерской на улице Бодуэна (около 40 штук). В общей сложности произведено около 700 «Блыскавиц».

## Конструкция
В пистолетах-пулемётах Блыскавица использована стандартная для данного класса оружия конструкция ударно-спускового и запирающего механизмов. Свободный затвор с неподвижно закреплённым на зеркале бойком подпирается сзади спиральной пружиной на штоке, при движении вперед досылает патрон из магазина в патронник, одновременно запирает канал ствола и наносит удар бойком по капсюлю патрона.